# Name Authority Pointer
Il Name Authority Pointer (NAPTR) è un tipo di record di risorse nel DNS (Domain Name System) di Internet.
I record NAPTR sono usati principalmente da applicativi di telefonia Internet (VOIP), ad esempio nella mappatura tra i server e gli indirizzi utente del protocollo SIP - Session Initiation Protocol - utilizzato per questo tipo di chiamate. La combinazione di record DNS del tipo NAPTR con record DNS del tipo Service Records (SRV) permette il concatenamento di record multipli che vanno a formare complesse regole di riscrittura che producono una nuova etichetta di dominio o uniform resource identifiers (URIs).
Il codice del tipo di record DNS NAPTR è 35.[1]

## Razionale
Gli Uniform Resource Names (URNs) sono un sottoinsieme di Uniform Resource Identifiers (URIs) usati come identificatori astratti, tipo il nome delle persone o il loro numero di telefono. Perché gli URN siano significativi, questi devono essere mappati a delle risorse concrete di qualche tipo. Gli Uniform Resource Locators (URLs) sono spesso utilizzati per descrivere tali risorse, come un nome macchina (hostname), o un file locale.
Il NAPTR record aiuta la standardizzazione degli URNs. I records NAPTR costituiscono dei riferimenti tra insiemi di URNs, URLs e nomi di dominio in chiaro, suggerendo all'utilizzatore i protocolli disponibili per la comunicazione tra le risorse. Ogni record NAPTR è costituito da un service name, un insieme di flags, un'espressione regolare, un ordinale, una preferenza e un pattern di sostituzione. Records multipli possono essere concatenati assieme in cascata per riscrivere degli URIs in maniera deterministica. Queste regole di concatenazione sono state standardizzate nelle RFC2915 e RFC3403.

## Esempio
Un uso comune dei record NAPTR è quello fatto dal SIP - Session Initiation Protocol -, dove questi sono utilizzati per instradare il traffico telefonico delle varie sessioni avvalendosi delle reti IP. Per esempio, il SIP URN utilizzato dal numero di telefono 1-800-555-1234 potrebbe essere tel:+1-800-555-1234 e il suo nome di dominio 4.3.2.1.5.5.5.0.0.8.1.e164.arpa. Il client SIP che interroga quel nome riceverebbe :
```
$ORIGIN 4.3.2.1.5.5.5.0.0.8.1.e164.arpa.
IN NAPTR 100 10 "U" "E2U+sip" "!^.*$!
sip:customer-service@example.com
!" .
IN NAPTR 102 10 "U" "E2U+email" "!^.*$!
mailto:information@example.com
!" .
```

Il primo record ha un ordinale di 100, che è più basso di 102 e per questo ha la precedenza. La preferenza di 10 è ininfluente in quanto non ci sono altre regole con lo stesso ordinale 100. Il service name E2U+sip iè una stringa ENUM che indica che il record può essere utilizzato nelle interrogazioni da numero di telefono-a-SIP-URI. il client applica l'espressione regolare  !^.*$!sip:customer-service@example.com!, che sostituisce l'intero URN tel:+1-800-555-1234 con sip:customer-service@example.com. il flag U indica che la stringa sostituita è un SIP URN, e che non ci sono altre regole da applicare.
Per risolvere il SIP URN, il client esegue un secondo NAPTR lookup— ad  example.com, ottenendo:
```
$ORIGIN example.com.
IN NAPTR 100 10 "S" "SIP+D2U" "!^.*$!
sip:customer-service@example.com
!" _sip._udp.example.com.
IN NAPTR 102 10 "S" "SIP+D2T" "!^.*$!
sip:customer-service@example.com
!" _sip._tcp.example.com.
```

Come nel primo esempio, il client punta al primo record perché è quello con l'ordinale più basso. L'espressione regolare sostituisce l'URN interrogato, questa volta con il nome di dominio _sip._udp.example.com. Il flag S indica che il risultante nome di dominio punta ad un record SRV. Il client per questo finisce con _sip._udp.example.com, per il quale di conseguenza interroga il record SRV per iniziare una chiamata telefonica.

## Supporto
| Vendor                | Product                           | NAPTR support?      |
| --------------------- | --------------------------------- | ------------------- |
| ISC                   | BIND                              | Yes                 |
| Cisco Systems         | CNR                               | Yes                 |
| Daniel J. Bernstein   | djbdns                            | No (requires patch) |
| Microsoft             | Windows Server 2003 DNS Server    | No                  |
| Microsoft             | Windows Server 2008 R2 DNS Server | Yes                 |
| Microsoft             | Azure DNS                         | No                  |
| Secure64              | Secure64 DNS Authority DNS Server | Yes                 |
| PowerDNS/Open-Xchange | PowerDNS                          | Yes                 |
| NLnet Labs            | NSD                               | Yes                 |
| Amazon Web Services   | Amazon Route 53                   | Yes                 |
| Sam Trenholme         | MaraDNS                           | version 1.4 on      |
| Unixservice, LLC.     | unxsBind                          | Yes                 |
| Simon Kelley          | Dnsmasq                           | Yes                 |
| F5 Networks           | F5 Networks BIG-IP DNS            | Yes                 |
| Google                | Google Cloud DNS                  | Yes                 |
| OVH                   | DNS                               | Yes                 |
| DNS.com               | 51DNS DNS                         | No                  |
| Citrix Systems        | NetScaler GSLB                    | Yes                 |
| Voip Dialing          |                                   | Yes                 |

L'implementazione del NAPTR generalmente prevede anche l'implementazione di EDNS questo perché la risposta a questo tipo di query ritorna più records NAPTR ed è normalmente più grande del limite massimo dei pacchetti UDP, che richiederebbe per questo una meno efficiente alternativa su TCP invece che usare UDP come protocollo di trasporto.